# Организација америчких држава
Организација амерички држава (скраћено ОАД или OAS од енгл. Organization of American States или  од шп. Organización de los Estados Americanos, порт. Organização dos Estados Americanos и фр. Organisation des États Américains) је међународна организација 35 америчких држава, са седиштем у Вашингтону, САД. Основана је 1948. године, потписивањем Повеље Организације америчких држава, а која је ступила на снагу 1951. године. Од 1990-их, организација се фокусирала на праћење избора. На челу ОАС је генерални секретар; садашњи председник је Уругвајац Луис Алмагро.

## Историја

### Позадина
Појам међународне уније у Новом свету први пут су изнели током ослобођења Америке Хозе де Сан Мартин и Симон Боливар који су на Конгресу Панаме (још увек у саставу Колумбије) 1826. године предложили стварање савез америчких република, са заједничком војском, пактом о међусобној одбрани и наднационалном парламентарном скупштином. Овом састанку су присуствовали представници Велике Колумбије (која се састоји од савремених земаља Колумбија, Еквадор, Панама и Венецуела), Аргентине, Перуа, Боливије, Уједињених провинција Централне Америке и Мексика, али грандиозно назван „Уговор о унији, Лига и вечна конфедерација“ је на крају ратификовала само Гран Колумбија. Боливаров сан се убрзо покварен грађанским ратом у Великој Колумбији, распадом Централне Америке и појавом националних, а не новосветских погледа у новим независним америчким републикама. Боливаров сан о међуамеричком јединству требало је да уједини латиноамеричке нације против спољних сила.

### Фондација
Средином 1930-их, председник САД Френклин Делано Рузвелт организовао је међуамеричку конференцију у Буенос Ајресу. Једна од ставки на конференцији била је „Лига нација Америке“, идеја коју су предложиле Колумбија, Гватемала и Доминиканска Република. На следећој Међуамеричкој конференцији за одржавање мира, 21 нација се обавезала да ће остати неутрална у случају сукоба између било које две чланице. Искуство Другог светског рата уверило је владе хемисфере да једнострано деловање не може да обезбеди територијални интегритет америчких народа у случају спољне агресије. Да би одговорили на изазове глобалног сукоба у послератном свету и да би обуздали сукобе унутар хемисфере, усвојили су систем колективне безбедности, Интерамерички уговор о реципрочној помоћи (Споразум из Рија) потписан 1947. године у Рио де Жанеиру.
Девета Међународна конференција америчких држава одржана је у Боготи између марта и маја 1948. године, а предводио ју је државни секретар Сједињених Држава Џорџ Маршал, састанак који је довео до обећања чланова да ће се борити против комунизма на западној хемисфери. Ово је био догађај који је довео до рођења OAS-а онаквог какав је данас, са потписом 21 америчке земље на Повељу Организације америчких држава 30. априла 1948. (на снази од децембра 1951. године). На састанку је усвојена и Америчка декларација о правима и дужностима човека, први општи инструмент у свету о људским правима.
Прелазак из Панамеричке уније у OAS био би миран да није било убиства колумбијског лидера Хорхеа Елиесера Гајтана. Генерални директор пређашње организације, Алберто Љерас Камарго, постао је први генерални секретар. Садашњи генерални секретар је бивши уругвајски министар спољних послова Луис Алмагро.

### Савремени дан
OAS је спровела ревизију општих избора у Боливији 2019, за које присталице опозиције тврде да су нелегални. У извештају OAS се наводи да су резултати поремећени „јасном манипулацијом“ и значајним неправилностима које су довеле до боливијске политичке кризе 2019. Боливијски председник Ево Моралес је убрзо потом поднео оставку, пошто је изгубио поверење војске земље у ономе што је описао као државни удар. Поједини медији расправљали су о томе да ли то треба назвати државним ударом. Дана 21. децембра, Техничка мисија изборних експерата коју је послала Европска унија објавила је извештај од 67 страница са сличним запажањима и закључцима као и OAS. Напоменули су да је „постојао записник са неуобичајено великим бројем поништених гласова, празних гласова и стопостотног учешћа бирача на низу бирачких места“ и истакли општи пропуст TSE да прогласи ове неправилности. Студије које је наручио амерички левичарски труст мозгова CEPR, тврдиле су да је статистичка анализа извештаја OAS-а нетачна и непоуздана. Аутор OAS-ове анализе повратних гласова је навео да је CEPR-ово објашњење резултата неуверљиво. Организацију су критиковали Мексико и CEPR због њихове перцепције мешања у унутрашње послове Боливије. OAS је посматрала Опште изборе у Боливији 2020. године, наводећи да нема доказа о превари. Њујорк тајмс је закључио да је било неке преваре, али да је нејасно колико или да ли је то довољно да се промени резултат избора, и сугерисао је да је почетна анализа OAS-а била погрешна.
У априлу 2022, Никарагва је известила о завршетку свог процеса повлачења из OAS-а започетог у новембру 2021. године, иако је OAS навела да према условима уговора повлачење неће ступити на снагу до 2023. године.

## Чланство
По оснивању 5. маја 1948. Организацију је чинило 21 држава чланица.
Данас су свих 35 независних америчких држава чланице Организације:
- Антигва и Барбуда
- Аргентина
- Бахами
- Барбадос
- Белизе
- Боливија
- Бразил
- Чиле
- Доминика
- Доминиканска Република
- Еквадор
- Гренада
- Гватемала
- Гвајана
- Хаити
- Хондурас
- Јамајка
- Канада
- Колумбија
- Костарика
- Куба
- Мексико
- Никарагва
- Панама
- Парагвај
- Перу
- Салвадор
- САД
- Света Луција
- Свети Винцент и Гренадини
- Свети Кристофор и Невис
- Суринам
- Тринидад и Тобаго
- Уругвај
- Венецуела

Службени језици организације су енглески, француски, шпански и португалски. Иако је Суринам држава чланица, холандски није службени језик.